# Godon
Godon was het scheldwoord waarmee de Franse bevolking in de slotfase van de Honderdjarige Oorlog de Engelse soldaten aanduidde. Het woord is een verbastering van 'Goddamned' en weerspiegelt de diepe haat die men voor hen koesterde. Men geloofde werkelijk dat de duivel ze gezonden had.
Het toenemend gebruik van dit woord vanaf de slag bij Azincourt 1415 geeft aan dat de strijd hoe langer hoe meer een nationalistisch tintje begon te krijgen. Bij het begin van de oorlog was Eduard III een Normandisch-Frans sprekende edelman die hertog van Guyenne was en een van de belangrijkste leden van de hoge Franse adel. Hij was ook nog koning van Engeland, maar dat was bijzaak.
Na vele invallen door Engelse soldaten en edellieden die generaties lang in Frankrijk buit en eer kwamen halen was dat beeld echter volkomen gewijzigd. De oude feodale claims hadden met alle ellende die de oorlog vooral voor de gewone Fransman veroorzaakt had, hun geloofwaardigheid volledig verloren. Ook de Franse koning begon zich uiteindelijk ongerust te voelen over het gebrek aan geloofwaardigheid van het hele politieke systeem. Karel VII had zeer gemengde gevoelens over de populaire Jeanne d'Arc, want zij vertegenwoordigde een nieuwe stem: die van het volk, dat de Engelsen beu was. Toch had hij uiteindelijk zijn troon aan haar te danken.